# Бурачков Платон Осипович
Бурачков Платон Йосипович (1815–13.10.1894) — археолог і нумізмат. Закінчив Харківський університет. Працював чиновником у державних установах Таврійської губернії. З 1870 пішов у відставку і мешкав у Херсоні. Досліджував і колекціонував старожитності цього краю. Займався вивченням, класифікацією, каталогізацією монет. Склав каталог монет Північного Причорномор'я – "Общий каталог монет, принадлежащих эллинским колониям, существовавшим в древности на северном берегу Черного моря" (Одеса, 1884). Від 1893 зібрана Бурачковим колекція монет експонується в російському історичному музеї (Москва).
Помер у м. Херсоні. Похований на Старому міському кладовищі.